# Малая Валяевка
Малая Валяевка — село в Пензенском районе Пензенской области России. Входит в состав Богословского сельсовета. Основано между 1747 и 1782 гг. помещиком Семеном Михайловичем Валяевым.

## География
Село находится в центральной части Пензенской области, в пределах Приволжской возвышенности, в лесостепной зоне, на расстоянии примерно 40 километров (по прямой) к северо-западу от села Кондоль, административного центра района. Абсолютная высота — 223 метра над уровнем моря.

### Климат
Климат характеризуется как умеренно континентальный, с умеренно холодной продолжительной зимой и относительно тёплым летом. Средняя температура воздуха самого тёплого месяца (июля) — 18,8 °C (абсолютный максимум — 40 °C); самого холодного (января) — −13 — −12 °C (абсолютный минимум — −47 °C). Безморозный период длится от 117 до 133 дней. Среднегодовое количество атмосферных осадков варьируется от 467 до 604 мм, из которых большая часть выпадает в тёплый период.

### Часовой пояс
Село Малая Валяевка, как и вся Пензенская область, находится в часовой зоне МСК (московское время). Смещение применяемого времени относительно UTC составляет +3:00.

## Население
| 1782 | 1864 | 1897  | 1912 | 1926 | 1930  | 1939 |
| ---- | ---- | ----- | ---- | ---- | ----- | ---- |
| 529  | ↘246 | ↗1028 | ↘511 | ↗648 | ↗1015 | ↘483 |
| 1959 | 1979 | 1989  | 1996 | 2002 | 2010  |      |
| ↘481 | ↘474 | ↘449  | ↘389 | ↘360 | ↗434  |      |

### Национальный состав
Согласно результатам переписи 2002 года, в национальной структуре населения русские составляли 73 % из 360 чел.